# 羽白
　
羽白（はじろ）は青森市の地名であり、大字でもある。小字には池上・沢田・富田・野木和があり、これとは別に大字もある。郵便番号は038-0058。

## 地理
羽白は、青森市市街地のなかで西寄りに位置する。
東西に細長く、東部は平地であるが、西武は丘陵地である。国道280号内真部バイパス以東には住宅地が広がる。以西は農地や原野等が多い。
羽白は、西から北が西田沢、東が油川、南が岡町に接する。

### 河川
- 油川

## 歴史
古くは油川の西側にある、水田耕作を中心とする農村であった。江戸時代前期、弘前藩の青森城代である進藤庄兵衛が住んでいたという。

### 沿革
- 1889(明治22)年 - 村制施行により、東津軽郡油川村に属し、この村の大字となる。
- 1932(昭和8)年 - 地内に青森飛行場が建設された。
- 1939(昭和14)年 - 青森市に編入され、青森市の大字となる。
- 1945(昭和20)年 - 終戦後、青森飛行場が廃止された。
- 1951(昭和26)年 - 油川駅が開業する。
- 1951(昭和26)年 - 青森市立油川中学校が、油川小学校内から地内に移転した。

## 世帯数と人口
2024年（令和6年）4月1日現在の世帯数と人口は以下の通りである。
| 町丁         | 世帯数    | 人口    |
| ------------ | --------- | ------- |
| 羽白字池上   | 303世帯   | 572人   |
| 羽白字沢田   | 1,834世帯 | 3,774人 |
| 羽白字富田   | 277世帯   | 658人   |
| 羽白字野木和 | 177世帯   | 214人   |
| 合計         | 2,531世帯 | 5,218人 |

## 小・中学校の学区
市立小・中学校に通う場合、学区は以下の通りとなる。
| 町名     | 番地 | 小学校             | 中学校             |
| -------- | ---- | ------------------ | ------------------ |
| 大字羽白 | 全部 | 青森市立油川小学校 | 青森市立油川中学校 |

## 交通

### 鉄道
JR東日本津軽線 油川駅
ほか、JR北海道北海道新幹線も通過するが、駅はない。

### 道路
- 国道7号内真部バイパス
- 青森県道26号青森五所川原線

### バス
- 青森市営バス - W 沖館・新田線のうち、野木和団地発着便が通る。

## 主な施設等
- 野木和公園 - 野木和湖を中心とした公園。かつて野木和湖は農業用水のための溜池として用いられていた。
- 青森市立油川中学校
- 熊野宮神社 - 森山弥七郎が開いたと言われる。
- 十三森集会所
- 青森警察署油川駐在所
- 羽白稲荷神社
- 青森市油川市民センター
- 青森地域広域事務組合消防本部中央消防署 油川分署
- 青森県立青森北高等学校